# Ying Yang Twins
Ying Yang Twins są wykonawcami muzyki crunk. Zespół składa się z: Kaine (Eric Jackson, urodzony 16 grudnia 1978) i D-Roc (D’Angelo Holmes, urodzony 13 lutego 1979). Zespół pochodzi z Atlanty. Zadebiutowali w 2000 roku, popularność zyskali dzięki takim singlom, jak "Salt Shaker", "What’s Happnin" i "Badd".

## Dyskografia

### Albumy solowe
- 2000: Thug Walkin’
- 2002: Alley: The Return of the Ying Yang Twins
- 2003: Me & My Brother (Certyfikat: Platyna[1])
- 2005: U.S.A. (United State of Atlanta) (Certyfikat: Platyna[1])
- 2006: Chemically Imbalanced
- 2009: Ying Yang Forever

### Kompilacje & remiks albumy
- 2004: My Brother & Me
- 2005: U.S.A. (Still United)
- 2009: Legendary: Ying Yang Twins Greatest Hits

### Mikstejpy
- 2008: The Official Work